# 결혼하고 싶은 여자
《결혼하고 싶은 여자》는 2004년 4월 21일 ~ 2004년 6월 17일까지 방영된 MBC 수목드라마이다. 한편 본 작품에서 명세빈이 맡았던 이신영 역은 당초 엄정화 김남주 등이 거론됐으나 영화 홍반장 촬영(엄정화), 본인이 속해 있었던 매니지먼트 사건과 연관된 것(김남주) 등의 이유 탓인지 고사했다.

## 등장 인물
- 명세빈 : 이신영 역
- 이태란 : 진순애 역
- 변정수 : 장승리 역
- 유준상 : 신준호 역
- 이현우 : 김지훈 역
- 임호 : 박선우 역
- 사미자 : 정금순 역
- 김소이 : 고희숙 역
- 이두일 : 이원영 역
- 이미영 : 박시봉 역
- 김영아 : 오소라 역
- 유정석 : 이찬영 역
- 이동훈 : 종규 역
- 서은 : 송유리 역
- 이유정 : 재령 역
- 맹상훈 : 태근 역
- 김대희 : 남자 접대부 역
- 김혜은 : 신영의 친구 혜진 역
- 이제인 : 간호사 역
- 심은경 : 어린 이신영 역
- 샘 해밍턴 : 이탈리안 요리사 역
- 한규희
- 이승형
- 정영금
- 신준영
- 윤영옥
- 이옥정
- 염재욱
- 오협
- 김혜진
- 오진우
- 김수연
- 김지은
- 이연선
- 김준희
- 이승훈
- 안상범
- 이승휘
- 신은경
- 이현주
- 안세미
- 정현순
- 장유정
- 김재건
- 한보배
- 김선은
- 강성미

## 연장
- 본 드라마는 방영 분량이 16부작에서 2회 연장되어 18부작으로 변경・확정되었다.

## 특이 사항
- 본 작품의 배역들 가운데 변정수가 맡은 '장승리'라는 배역은 권석장 PD가 해당 드라마의 연출을 맡기 이전의 작품인 《사랑을 예약하세요》에서 김채연이 맡은 배역과 같은 이름의 배역이다.